# Hammond (Indiana)
Hammond  è una città degli Stati Uniti d'America, nella Contea di Lake, nello Stato dell'Indiana.

## Amministrazione

### Gemellaggi
- Galați, dal 1997[2]